# Palestra Arena

Palestra est un complexe aquatique, sportif et culturel situé à Chaumont, en Haute-Marne.
Cet équipement se compose de deux parties : un centre aquatique, et une salle – Palestra Arena – pouvant accueillir des évènements sportifs (volleyball, basket-ball, handball) ou culturels, tels que des concerts. Il a été construit par la communauté d’agglomération de Chaumont. Ouvert depuis l’été 2021, il a comme club sportif résident le Chaumont Volley-Ball 52, évoluant en Ligue A masculine.

## Localisation
Palestra est situé à l’ouest de Chaumont, à l’entrée du quartier dit du Haut-du-Val. Le complexe a été bâti à la place d’un gymnase et d’un stade éponymes.

## Description
La partie centre aquatique compte cinq bassins : un bassin sportif de 25 mètres, un bassin ludique, une pataugeoire pour les plus petits, un bassin d’activités type aquagym, et un bassin extérieur ludique, à côté duquel se trouve également un pentagliss de quatre pistes. Il comporte également un espace bien-être doté de deux saunas, d’un hammam, deux bains bouillonnants et un solarium, accessibles à part du reste du centre aquatique. Le centre aquatique est géré en délégation de service public par Récréa.
La partie arena compte un espace au sol pour les activités, bordé de deux tribunes latérales « est » et « ouest » de 800 places environ chacune, une tribune rétractable « sud » bordant le côté faisant face au côté la scène en configuration spectacles, de 448 places. Une dizaine de loges et une galerie de sièges surplombant la tribune sud complètent la capacité de la salle, qui oscille entre 1200 et 2500 places assises suivant les configurations, allant même jusque 3200 personnes debout. Un espace de convivialité accueille les réceptions d'après-match. La salle sport et spectacles et gérée en régie par l’Agglomération de Chaumont. Une convention d’occupation la lie au club résident, le CVB 52 HM.

## Historique
Le club du Chaumont volleyball 52 accède à la pro B en 1996, et joue alors ses matchs à la salle Jean-Masson, véritable chaudron à l’ambiance bouillante, mais dont les dimensions et la capacité limitée à 841 places n’offrent pas des conditions adéquates au sport de haut niveau. Lorsque le club monte en pro A en 2012, se qualifiant dès sa première saison dans l’élite pour une compétition européenne, il doit délocaliser ses matchs dans un autre gymnase de Chaumont, à la capacité moindre mais aux dimensions aux normes pour ce niveau de compétition. La création d’un nouvel équipement se fait alors plus pressante encore. Un premier projet devait voir le jour au sud de Chaumont, à côté d’un nouveau centre commercial, sur le site de la Vendue, en vue notamment de mutualiser accès et parkings, mais ce projet de centre commercial n’aboutira pas, relançant les réflexions sur un nouvel équipement.
Il est finalement décidé de construire un nouvel équipement multifonctions, accueillant à la fois un centre aquatique pour remplacer les piscines chaumontaises vieillissantes, et une salle pouvant accueillir de grands évènements sportifs et culturels. L’Agglomération de Chaumont en sera le maître d’ouvrage. Le site choisit accueille un gymnase et un stade de football appartenant à la Ville de Chaumont, qui seront démolis. Il est situé entre deux quartiers prioritaires de la politique de la ville, le Cavalier et la Rochotte, ce qui contribue à rendre attractif ce secteur, et le passage du réseau de chaleur urbain à cet endroit permettra un coût modéré de la chaleur consommée, en grande partie issue d’énergies renouvelables. C’est l’agence Chabanne Architecte qui est retenue à l’issue d’un concours pour assurer la maitrise d’œuvre de la construction d’un coût de 31 millions d’euros (HT). Elle propose le nom de Palestra, en référence aux palestres de l’antiquité, lieux de pratique du sport et de bain. La première pierre est posée le 12 mars 2019.

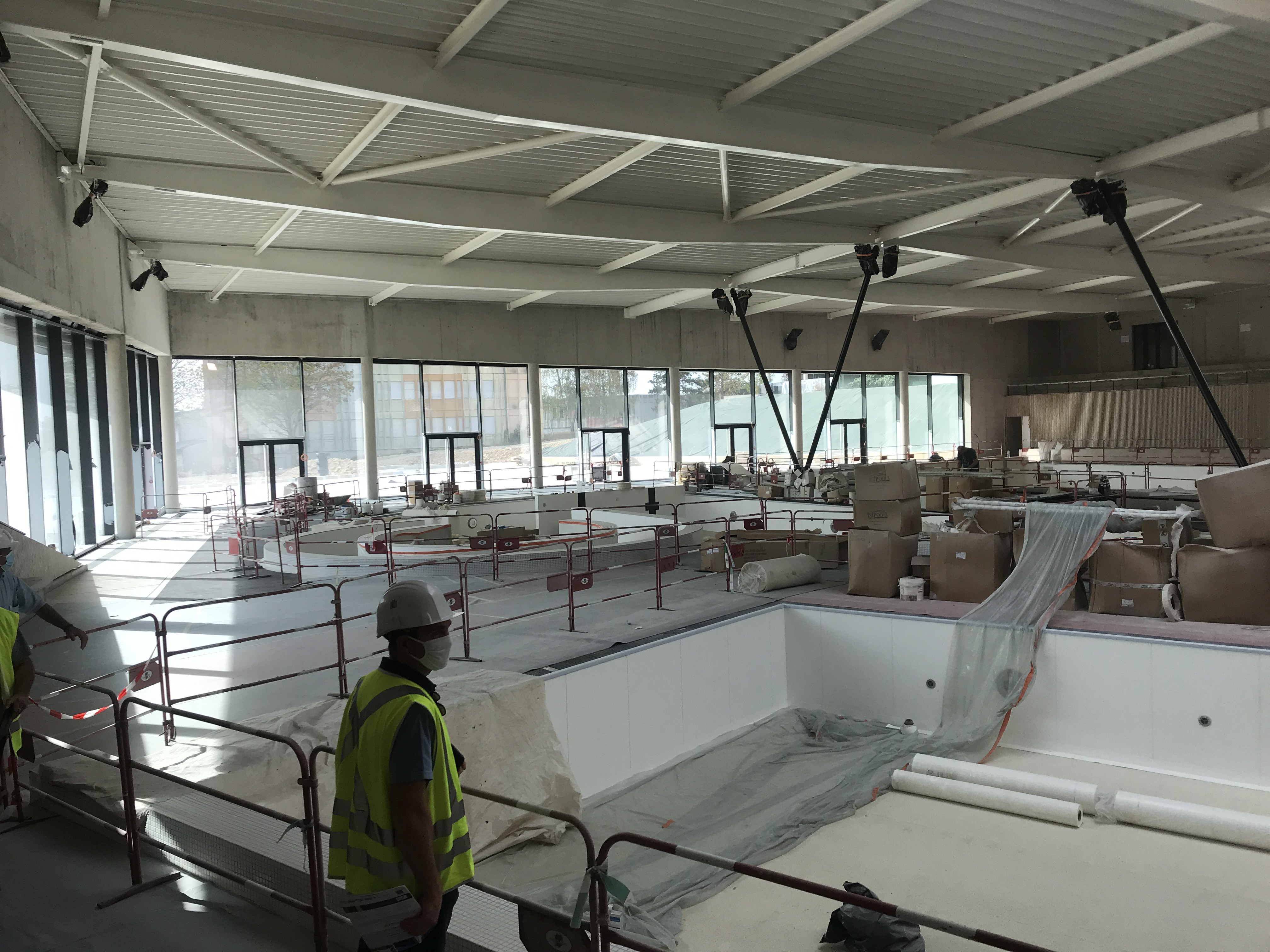
Le chantier de Palestra (partie centre aquatique) le 15 septembre 2020

Le centre aquatique ouvre ses portes le 14 juillet 2021, tandis que la salle de sport et de spectacles connaît son match inaugural le 2 octobre 2021, avec la Supercoupe de France de volley-ball opposant le Chaumont VB 52 à Cannes, champion de France.

## Accueil de concerts
Le complexe a accueilli son premier concert le 12 mars 2022 : c'est Kendji Girac qui s'est produit pour ce concert inaugural. 
En 2023, la direction artistique et la programmation est confiée à Pierre Hennequin. Palestra Arena a alors accueilli les évènements suivants, présentés par l'Agglomération de Chaumont et la société de production VeridisQuo Entertainment : 
- Ibrahim Maalouf - “Les Trompettes de Michel-Ange” - 16 décembre 2023
- Michel Jonasz - “Du Blues du Blues !”, accompagné notamment de Jean-Yves D'Angelo et Manu Katché - 7 mars 2024
- Keen'V - “Équilibre Tour - la tournée des 15 ans” - 17 mai 2024
- Louis Bertignac - “70 Tour” - 30 novembre 2024

Les évènements à venir :
- Harlem Globetrotters - “2025 World Tour” - 16 mars 2025
- Melody Gardot - “The Essential Tour” - 18 juin 2025

## Accès
Le site est accessible par le réseau Cmonbus (Ligne 1, arrêt Palestra), et la gare SNCF de Chaumont est à 20 minutes à pied. Le complexe dispose d'un parking de plus de 400 places pour voitures, et d'abris vélos.

## Évènements
- Supercoupe de France féminine de volley-ball en 2021[8] ;
- Supercoupe de France masculine de volley-ball en 2021 ;
- Tournoi de France 2022 (volley-ball) (amical)[9] ;
- Finale aller du Championnat de France de volley le 6 mai 2023[10].